# Santuario della Madonna dell'Aiuto (Bobbio)
Il santuario della Madonna dell'Aiuto (detta comunemente "La Madonnina dell'Aiuto"), è un edificio ecclesiastico non parrocchiale di Bobbio in provincia di Piacenza, alle dipendenze della parrocchia di Santa Maria Assunta.
Il seicentesco santuario-basilica sorge vicino alla borgata di Corgnate.
La facciata si apre davanti via Garibaldi di fronte al vecchio ospedale di forma semicircolare.
All'interno del santuario si scende nella precedente chiesetta quattrocentesca detta "Chiesa dell'Annunciazione di Maria" dove vi è il santuarietto con il "sacello miracoloso" e l'antica edicola della Madonna dell'Aiuto.
Dal 1954 la Madonna dell'Aiuto è patrona della città di Bobbio e basilica minore dal 1970.
La festa annuale del santuario è il 5 giugno e a maggio si tiene l'antica celebrazione del mese mariano.

## Storia
La storia del santuario inizia con un "miracolo" che fa tramutare il posto in luogo di culto.
Secondo la leggenda, nella seconda metà del XIV secolo tal Adriano Repetino, proprietario di un vigneto situato a Corgnate e confinante con i terreni del monastero, volle innalzare un muro divisorio che delimitasse la proprietà, egli in una nicchia fece dipingere, da un ignoto pittore, l'immagine della Madonna in trono con in braccio il Bambino che alza una manina in atto benedicente e nell'altra tiene un mazzolino di fiori campestri.
Subito la nicchia con l'affresco richiamò numerose persone in devozione e all'inizio dell'estate del 1472 si verificò il primo fatto straordinario: viene notata sull'immagine una mutazione dei lineamenti e del colore del volto della Madonna.
La gente accorse subito sul posto prostrandosi in preghiera ed avvennero le prime guarigioni di ammalati, quindi si avvertì la necessità di proteggere l'affresco costruendo un piccolo tempio a forma semi-esagonale, l'attuale sacello miracoloso.
Inoltre si iniziò la costruzione della chiesetta intorno al tempio-sacello, l'attuale chiesa dell'Annunciazione di Maria.
Nel 1621 iniziò la costruzione del santuario e solo nel 1836 furono ultimati i lavori.

## Descrizione del santuario

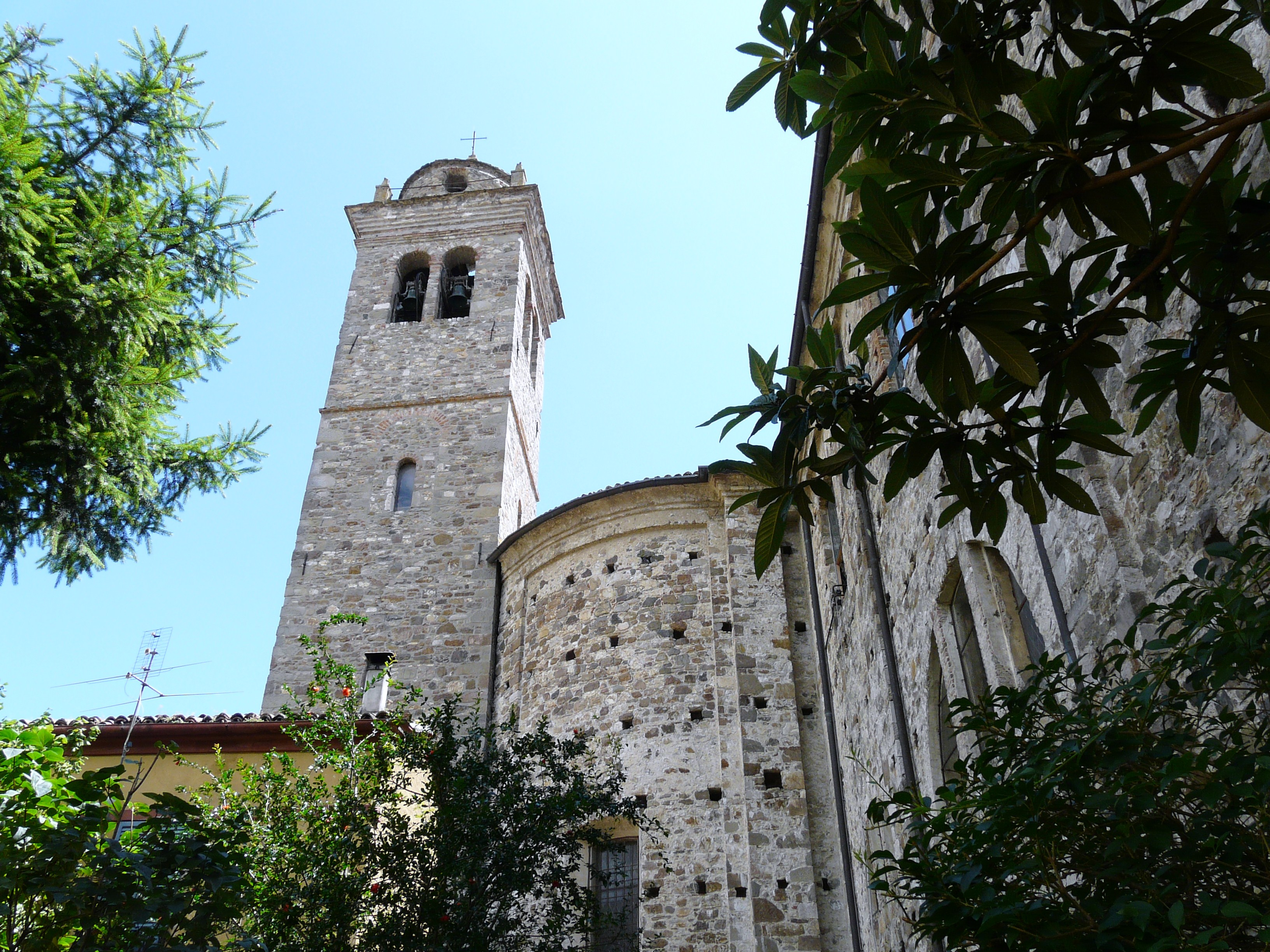
La struttura

Il complesso del santuario-basilica presenta una disarmonia architettonica nata dalle costruzioni che si protrassero per più di 300 anni.
La facciata della seicentesca chiesa è in stile romanico, l'interno è ad una sola navata con cappelle laterali sui due fianchi dell'edificio.
In fondo con due scalette ai lati del presbiterio si accede alla quattrocentesca chiesa dell'Annunciazione di Maria dove vi è il sacello miracoloso con il tempietto che custodisce l'edicola con l'antico affresco della Madonna dell'Aiuto.

## Chiesa dell'Annunciazione di Maria
L'antica quattrocentesca chiesa è in stile tardo gotico lombardo.
Con la costruzione del definitivo santuario anteriore e soprastante la chiesetta, la struttura venne modificata nell'attuale, ben visibile il complesso dalla parte inferiore al lato sud.